# Annalen der österreichischen Literatur
Die Annalen der österreichischen Literatur waren eine österreichische Literaturzeitschrift, die von 1802 bis 1812 in Wien erschien. 
Der Titel wechselte mehrfach:
Von 1803 bis 1805 erschien die Zeitschrift unter dem Titel Annalen der Literatur und Kunst in den österreichischen Staaten, 
ab 1807 als Neue Annalen der Literatur des Österreichischen Kaiserthumes, 
ab 1809 als Annalen der Literatur und Kunst in dem Oesterreichischen Kaiserthume, 
1810 als Annalen der Literatur und Kunst des In- und Auslandes und 
ab 1811 wieder als Annalen der Literatur und Kunst in dem Oesterreichischen Kaiserthume.
Als Fortsetzung gilt die Wiener allgemeine Literatur-Zeitung.
Als regelmäßige Beilage der Zeitschrift erschien das Intelligenzblatt sowie die Beylage zum Intelligenzblatt.
Herausgeber der Zeitschrift waren:
- 1804–1805: Joseph August Schultes
- 1807–1810: Franz Sartori
- 1811–1812: Jakob Glatz

Verleger waren anfangs Anton Doll in Wien und die Seidelsche Buchhandlung in München, von 1803 bis 1804 Josef Vinzenz Degen, danach wieder Doll.
Auch die Erscheinungsweise wechselte stark:
- 1802–1803: 4× monatlich
- 1804: 12× monatlich
- 1805: monatlich
- 1806: nicht erschienen
- 1807–1812: monatlich

Eine Mikroform-Ausgabe erschien 1991 als Teil der Wiener Literaturzeitschriften in der ersten Hälfte des 19. Jahrhunderts bei Fischer in Erlangen.